# Leptocheiridium pfeiferae
Genre
Espèce
Leptocheiridium pfeiferae, unique représentant du genre Leptocheiridium, est une espèce de pseudoscorpions de la famille des Cheiridiidae.

## Distribution
Cette espèce est endémique de la province de Zamora-Chinchipe en Équateur.

## Description
Leptocheiridium pfeiferae mesure 1,4 mm.

## Étymologie
Cette espèce est nommée en l'honneur de Tina Pfeifer de l'université Friedrich-Alexander d'Erlangen-Nuremberg.

## Publication originale
- Mahnert & Schmidl, 2011 : First record of the subfamily Pycnocheiridiinae from South America, with the description of Leptocheiridium pfeiferae gen. n., sp. n. (Arachnida:Pseudoscorpiones: Cheiridiidae). Revue Suisse de Zoologie, vol. 118, no 4, p. 659-666 (texte intégral).